# لوران دوبريويل
لوران دوبريويل هو متزلج سريع كندي، ولد في 25 يوليو 1992 في مدينة كيبك في كندا.

## وصلات خارجية
- لوران دوبريويل على موقع SpeedSkatingBase.eu (الإنجليزية)
- لوران دوبريويل على موقع SpeedSkatingNews.info (الإنجليزية)
- لوران دوبريويل على موقع SpeedSkatingStats.com (الإنجليزية)
- لوران دوبريويل على موقع اللجنة الأولمبية الدولية (الإنجليزية)
- لوران دوبريويل على موقع أوليمبيديا (الإنجليزية)
- لوران دوبريويل على موقع اللجنة الأولمبية الكندية (الإنجليزية)